# Claudia Purker
Claudia Purker (15 de enero de 1999) es una deportista austríaca que compite en esquí en la modalidad de combinada nórdica. Ganó una medalla de bronce en el Campeonato Mundial de Esquí Nórdico de 2025, en la prueba de trampolín normal + 2 × 2,5 km/2 × 5 km equipo mixto.

## Palmarés internacional
| Campeonato Mundial | Campeonato Mundial  | Campeonato Mundial | Campeonato Mundial                    |
| Año                | Lugar               | Medalla            | Prueba                                |
| ------------------ | ------------------- | ------------------ | ------------------------------------- |
| 2025               | Trondheim (Noruega) | Medalla de bronce  | TN + 2 × 2,5 km/2 × 5 km equipo mixto |